# Bataille de Kareto (2016)
Pour les articles homonymes, voir Bataille de Kareto.
Insurrection de Boko Haram
La bataille de Kareto a lieu le 18 avril 2016 pendant l'insurrection de Boko Haram.

## Déroulement
Le 18 avril 2016, l'armée nigériane est attaquée par Boko Haram à Kareto, au sud de Damasak (en), près de la frontière avec le Niger. Le gouvernement nigérian ne communique pas sur l'issue des combats, mais selon Jeune Afrique, il pourrait s'agir de « l'une des pires déroutes de l'armée nigériane ». L'état-major de l'armée nigériane ne reconnait que 24 blessés, mais Jeune Afrique et Le Figaro indique que plusieurs sources militaires font état d'un grand nombre de tués, allant de 10 à 100 selon les déclarations,. Une source militaire française affirme que : « Ce qui est sûr, c’est que l’armée nigériane a subi une sévère défaite. Ils ont perdu beaucoup, beaucoup d’hommes, qui se sont pour la plupart débandés ».